# Ponometia ochricosta
Ponometia ochricosta là một loài bướm đêm trong họ Noctuidae.